# Познай кой
„Познай кой“ (на английски: Guess Who) е американска комедия от 2005 година на режисьора Кевин Родни Съливан, с участието на Бърни Мак, Ащън Къчър и Зоуи Салдана. Римейк е на филма „Познай кой ще дойде на вечеря“ от 1967 г., в който се разказва за чернокож, женен за бяла жена. В римейка фокусът е върху чернокожа жена, омъжена за бял.
Заснет е в Кранфорд, Ню Джърси.